# Ngwei
Ngwei est une commune du Cameroun située dans la région du Littoral, le département de la Sanaga-Maritime et l'arrondissement de Ngwei. Elle a pour chef-lieu : Makondo.

## Géographie
Le village de Makondo est situé à proximité de la route P9 à 27 km à l'est du chef-lieu départemental Édéa. La commune s'étend sur 880,04 km2 à l'est d'Édéa, elle est limitrophe de trois communes de Sanaga-Maritime et d'une commune du Nyong-et-Kéllé à l'est et au sud.
|           | Édéa IIe | Pouma    |
| Édéa Ier  | Ngwei    | Messondo |
| Lokoundjé | Messondo |          |

## Histoire
L'arrondissement et la commune de Ngwei sont créés en 2007 par démemembrement de l'ancien arrondissement d'Édéa Rural.

## Population
Lors du recensement de 2005, la commune comptait 4 831 habitants pour une superficie d'environ 500 km². la population communale appartient principalement à l'ethnie Bassa Mpo'o.

## Villages
Les 29 villages représentant autant de chefferies de 3e degré de l'arrondissement de Ngwei sont groupés en deux cantons :
- Canton Bassa Etouha (ou Bassa Ipouha) : Boomabong, Ndook Pubi, Ebombe, Ngwei I, Etouha, Nyato, Logbii, Pouth Biten, Makek, Pout Ndjock, Makondo, Seppe, Mandjap, Song Mbock, Mapan, Song Ndong, Mapoubi, Mbamble-Mayamga.
- Canton Yabi-Ndog Bessol : Bitoutouck, Digombi, Leplikung, Lepnyock, Mbandjock, Ndjockloumbe I, Ndjockloumbe II, Solopa.

Outre Ngwei proprement dit, la commune comprend les villages suivants :
- Bitoutouck
- Boomabong
- Dingombi
- Ebombe
- Etouha
- Leplikoung
- Logbii
- Makek
- Makondo I
- Makondo II
- Mandjab
- Mapan
- Mbamble
- Mbandjock
- Ndokok-Pubi
- Njockloumbe I
- Njockloumbe II
- Nyatjo
- Poutbiteng
- Pouth Ndjock
- Seppe
- Solopa
- Song-Mbock
- Song Ndong
- Mandjap

## Transports
La commune est desservie par deux gares du Transcameounais Makondo et Mandjap.

## Économie
L'agriculture est la principale activité économique de la commune, les cultures de rentes sont constituées par le palmier à huile et le cacao. Les cultures vivrières : manioc, macabo, plantain, l’arachide, le maïs, le taro, gombo, tomate, piment sont pratiquées.